# Sematophyllum tucumanense
Sematophyllum tucumanense är en bladmossart som beskrevs av Edwin Bunting Bartram 1964-65 [1965. Sematophyllum tucumanense ingår i släktet Sematophyllum och familjen Sematophyllaceae. Inga underarter finns listade i Catalogue of Life.